# Makedonska pravoslavna cerkev
Makedonska pravoslavna cerkev (makedonsko: Македонска православна црква), je avtokefalna krščanska pravoslavna cerkev, pod vodstvom Ohridskega arhiepiskopa. 
Cerkev ima pod jurisdikcijo makedonske pravoslavne vernike v Severni Makedoniji in preko svojih eparhij tudi Makedonce, ki živijo po svetu.